# CakePHP
Pour les articles homonymes, voir Cake.
CakePHP est un framework web libre écrit en PHP distribué sous licence MIT. Il suit le motif de conception Modèle-Vue-Contrôleur et imite le fonctionnement de Ruby on Rails.

## Histoire
Le projet CakePHP a démarré en 2005, lorsque Ruby on Rails a acquis de la popularité. Aujourd'hui, la communauté se divise en multiples branches ayant pour but la promotion du framework, la rédaction de manuels comme le Cookbook permettant une prise en main rapide et facile de celui-ci. De plus la richesse des blogs de développeurs, tutoriels sur le web et autres centres de développement d'applications offre une source d'information très appréciable.

## Fonctionnalités
Tout comme Rails, Cake facilite l'utilisation de Bases de données avec  Active record. Il encourage également fortement l'utilisation de l'architecture Modèle-Vue-Contrôleur.
- Compatible avec PHP5, PHP7 et PHP8 depuis sa version 4.x [3].
- Intégration de CRUD pour l'utilisation simplifiée des bases de données SQL. Utilisation des patrons de conception Active record  et Datamapper.
- Dispatcheur d'URL permettant d'obtenir des adresses aisément lisibles.
- Rapide et flexible avec un moteur de templates utilisant la syntaxe PHP et apportant des classes utilitaires (des "helpers") facilitant le formatage (utilisation de AJAX, JavaScript, HTML, des formulaires et bien d'autres).
- Fonctionne dans n'importe quel sous-répertoire pour peu qu'il y soit accessible via un serveur HTTP tel que Apache.
- Validation des données.
- Composants de sécurité, de gestion des droits et de gestion des sessions.
- Cache des vues et des actions flexible.
- Scripts en ligne de commande permettant la génération automatique de code à partir du modèle physique de données.

## Conférences
| Année | Location                     |
| ----- | ---------------------------- |
| 2024  | Esch-sur-Alzette, Luxembourg |
| 2023  | Los Angeles, CA, USA         |
| 2022  | Virtual                      |
| 2021  | Virtual                      |
| 2020  | Virtual                      |
| 2019  | Tokyo, Japan                 |
| 2017  | New York, NY, USA            |
| 2016  | Amsterdam, Pays-Bas          |
| 2015  | New York, NY, USA            |
| 2014  | Madrid, Espagne              |
| 2013  | San Francisco, CA, USA       |
| 2012  | Manchester, Royaume-Uni      |
| 2011  | Manchester, Royaume-Uni      |
| 2010  | Chicago, IL, USA             |
| 2009  | Berlin, Allemagne            |
| 2008  | Buenos Aires, Argentine      |
| 2008  | Orlando, FL, USA             |